# Bill Sidwell
Bill Sidwell, właśc. Oswald William Thomas Sidwell (ur. 16 kwietnia 1920 w Goulburn, zm. 19 sierpnia 2021 w Caringbah) – australijski tenisista, reprezentant kraju w Pucharu Davisa.

## Kariera tenisowa
Sidwell w swojej karierze w latach 1948–1950 dochodził do półfinału Australian Championships w grze pojedynczej. W 1940 i 1947 był także w ćwierćfinale tego turnieju. W 1947 osiągnął finały trzech imprez w grze podwójnej, French Championships, Wimbledonu i U.S. National Championships. W 1949 przegrał finał debla Australian Championships i zdobył swój jedyny tytuł w tej konkurencji triumfując z Johnem Bromwichem podczas U.S. National Championships. Do ostatniego deblowego finału awansował w 1950 na Wimbledonie. W 1948 Sidwell został finalistą gry mieszanej Australian Championships.
W latach 1948–1949 reprezentował Australię w Pucharze Davisa notując bilans dwunastu zwycięstw i sześciu porażek. Edycje te zakończyły się przegranymi Australii w finałach ze Stanami Zjednoczonymi.
W 1949 klasyfikowany jako 10. tenisista na świecie przez United States National Lawn Tennis Association, czyli Amerykański Związek Tenisowy.

### Finały w turniejach wielkoszlemowych

#### Gra podwójna (1–5)
| Końcowy wynik | Nr | Data | Turniej                                | Nawierzchnia | Partner       | Przeciwnicy                      | Wynik finału            |
| ------------- | -- | ---- | -------------------------------------- | ------------ | ------------- | -------------------------------- | ----------------------- |
| Finalista     | 1. | 1947 | French Championships, Paryż            | Ceglana      | Tom Brown     | Eustace Fannin Eric Sturgess     | 4:6, 6:4, 4:6, 3:6      |
| Finalista     | 2. | 1947 | Wimbledon, Londyn                      | Trawiasta    | Tony Mottram  | Bob Falkenburg Jack Kramer       | 6:8, 3:6, 3:6           |
| Finalista     | 3. | 1947 | U.S. National Championships, Nowy Jork | Trawiasta    | Bill Talbert  | Jack Kramer Ted Schroeder        | 4:6, 5:7, 3:6           |
| Finalista     | 4. | 1949 | Australian Championships, Adelaide     | Trawiasta    | Geoff Brown   | John Bromwich Adrian Quist       | 8:6, 5:7, 2:6, 3:6      |
| Zwycięzca     | 1. | 1949 | U.S. National Championships, Nowy Jork | Trawiasta    | John Bromwich | Frank Sedgman George Worthington | 6:4, 6:0, 6:1           |
| Finalista     | 5. | 1950 | Wimbledon, Londyn                      | Trawiasta    | Geoff Brown   | John Bromwich Adrian Quist       | 5:7, 6:3, 3:6, 6:3, 2:6 |

#### Gra mieszana (0–1)
| Końcowy wynik | Nr | Data | Turniej                             | Nawierzchnia | Partnerka         | Przeciwnicy                    | Wynik finału  |
| ------------- | -- | ---- | ----------------------------------- | ------------ | ----------------- | ------------------------------ | ------------- |
| Finalista     | 1. | 1948 | Australian Championships, Melbourne | Trawiasta    | Thelma Coyne Long | Nancye Wynne Bolton Colin Long | 5:7, 6:4, 6:8 |